# Saint-Martin-des-Champs (Seine-et-Marne)
Saint-Martin-des-Champs település Franciaországban, Seine-et-Marne megyében. Lakosainak száma 660 fő (2022. január 1.). Saint-Martin-des-Champs La Chapelle-Moutils, La Ferté-Gaucher, Lescherolles, Saint-Barthélemy és Saint-Mars-Vieux-Maisons községekkel határos.

## Népesség
A település népessége az elmúlt években az alábbi módon változott:
| Lakosok száma | 705  | 674  | 672  | 650  | 653  | 655  | 658  | 657  | 660  |
|               | 2013 | 2015 | 2016 | 2017 | 2018 | 2019 | 2020 | 2021 | 2022 |